# Giovanni di Glogovia
Un altro Giovanni di Glogovia era morto nel 1377.
Giovanni di Glogovia (in polacco: Jan z Głogowa, Jan Głogowczyk; in tedesco: Johann von Schelling von Glogau) (Głogów, 1445 ca. – Cracovia, 11 febbraio 1507) fu un importante umanista polacco, vissuto a cavallo tra il Medioevo e il Rinascimento.
Fu filosofo, geografo e astronomo all'Università di Cracovia.

## Biografia
Giovanni nacque nella famiglia Schelling a Głogów (in tedesco, Glogau) nel Ducato di Głogów in Bassa Slesia, che dal 1331 era appartenuto alla Boemia e quindi, durante la sua vita, al Sacro Romano Impero. Si fece chiamare variamente Johannes Glogoviensis, Glogerus, de Glogovia e Glogowita; ma sebbene possa essere stato di estrazione tedesca, non usò mai il nome "Schelling".

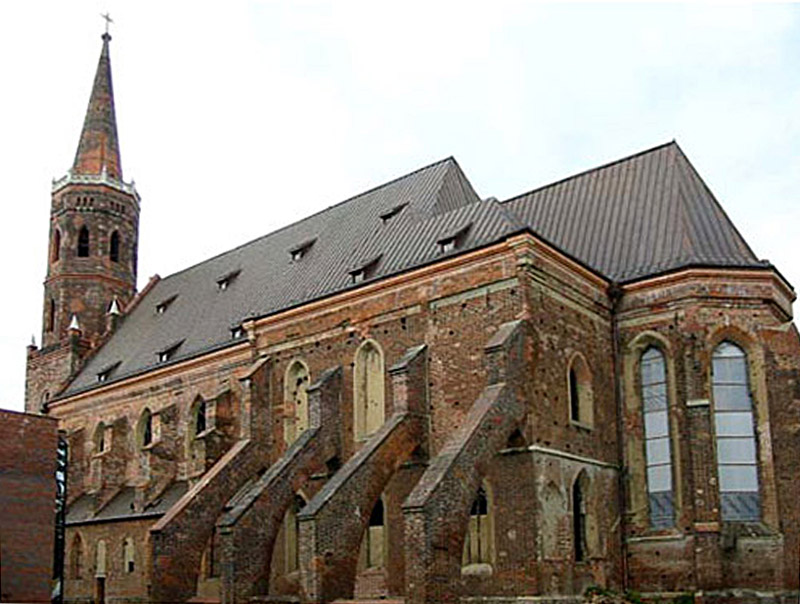
Chiesa Collegiata, Głogów

Iniziò la sua educazione in una scuola locale presso la Chiesa Collegiata dell'Assunzione della Vergine Maria. Come rampollo di una ricca famiglia borghese, poté continuare la sua educazione in una delle migliori università in quella parte d'Europa — l'Università di Cracovia. Intraprese i suoi studi là, all'età di 16 anni, nel 1462 (la prima data documentata nella sua vita). Dopo tre anni ottenne il suo baccalaureato, e dopo altri due la sua licenza. Nel 1468 ricevette la sua laurea di Magister Artium, l'equivalente di una moderna laurea di Dottorato di ricerca. Questo fu solo l'inizio di una quarantennale carriera accademica. Più tardi avrebbe ottenuto anche un baccalaureato in teologia.
Giovanni di Glogovia era un seguace del Tomismo di Colonia, una scuola filosofica che difendeva il lascito di Tommaso d'Aquino.  Ma pur schierandosi in alcune questioni con Tommaso, in altre egli si schierò con Alberto Magno.

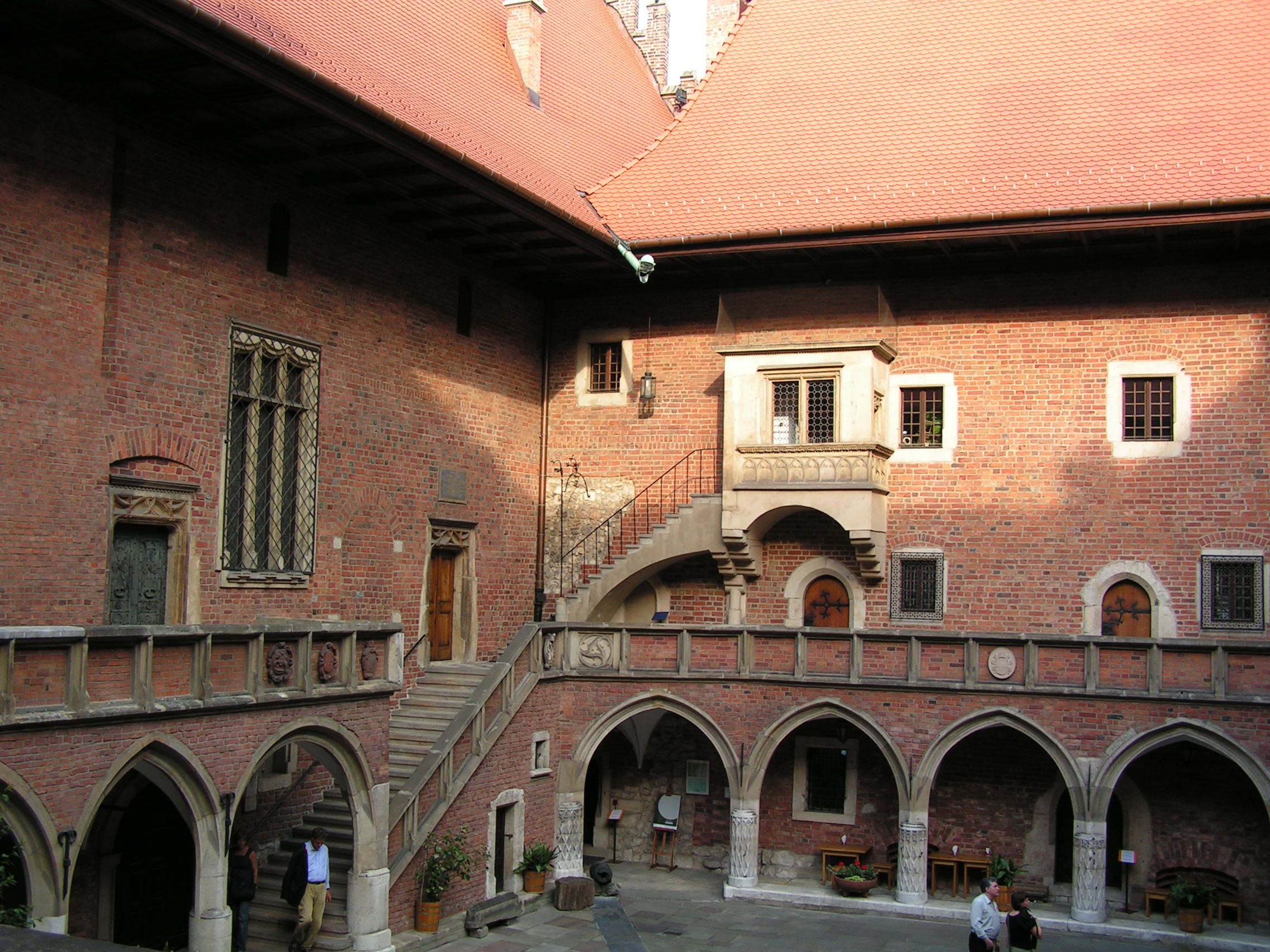
Collegium Maius, Cracovia

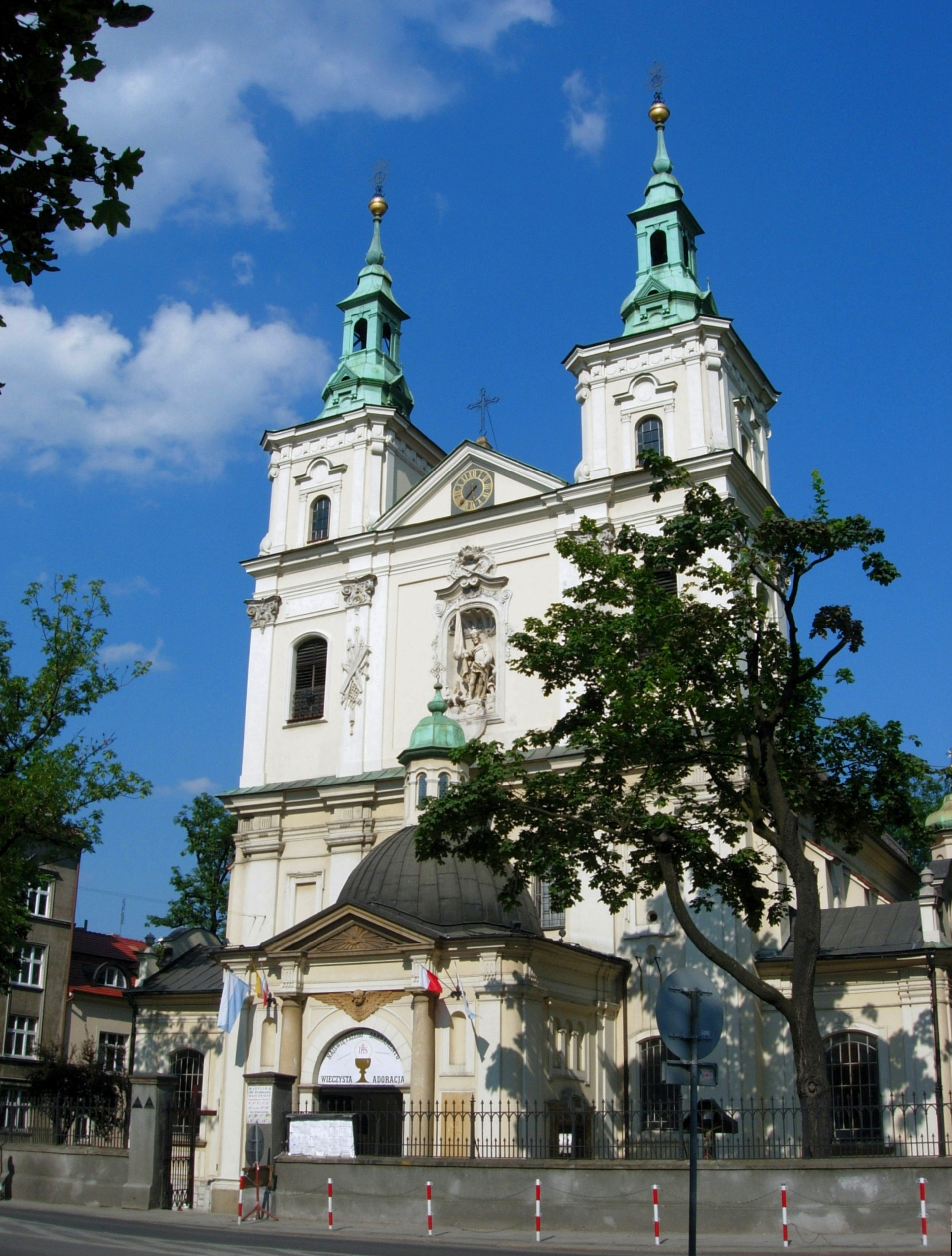
Chiesa di San Floriano (Cracovia)

Dal 1468 Giovanni insegnò nel Dipartimento delle arti dell'Università di Cracovia, in tutte le sette arti liberali. Le sue più grandi passioni erano la grammatica, la logica aristotelica, la fisica, la fisiologia e l'astronomia. Nel 1478 e nel 1489–90 fu preside del Dipartimento delle arti. Scrisse libri di testo che coprivano l'ambito completo della conoscenza filosofica del tempo. Le sue numerose opere esistenti si occupano di grammatica, logica, filosofia, geografia, astronomia e astrologia. Conquistò la fama in quest'ultimo campo con i suoi "pronostici"; in uno di questi, predisse l'avvento di un "frate nero" che avrebbe portato scompiglio nella Cristianità. Il frate sarebbe stato in seguito identificato con un monaco agostiniano, Martin Lutero.

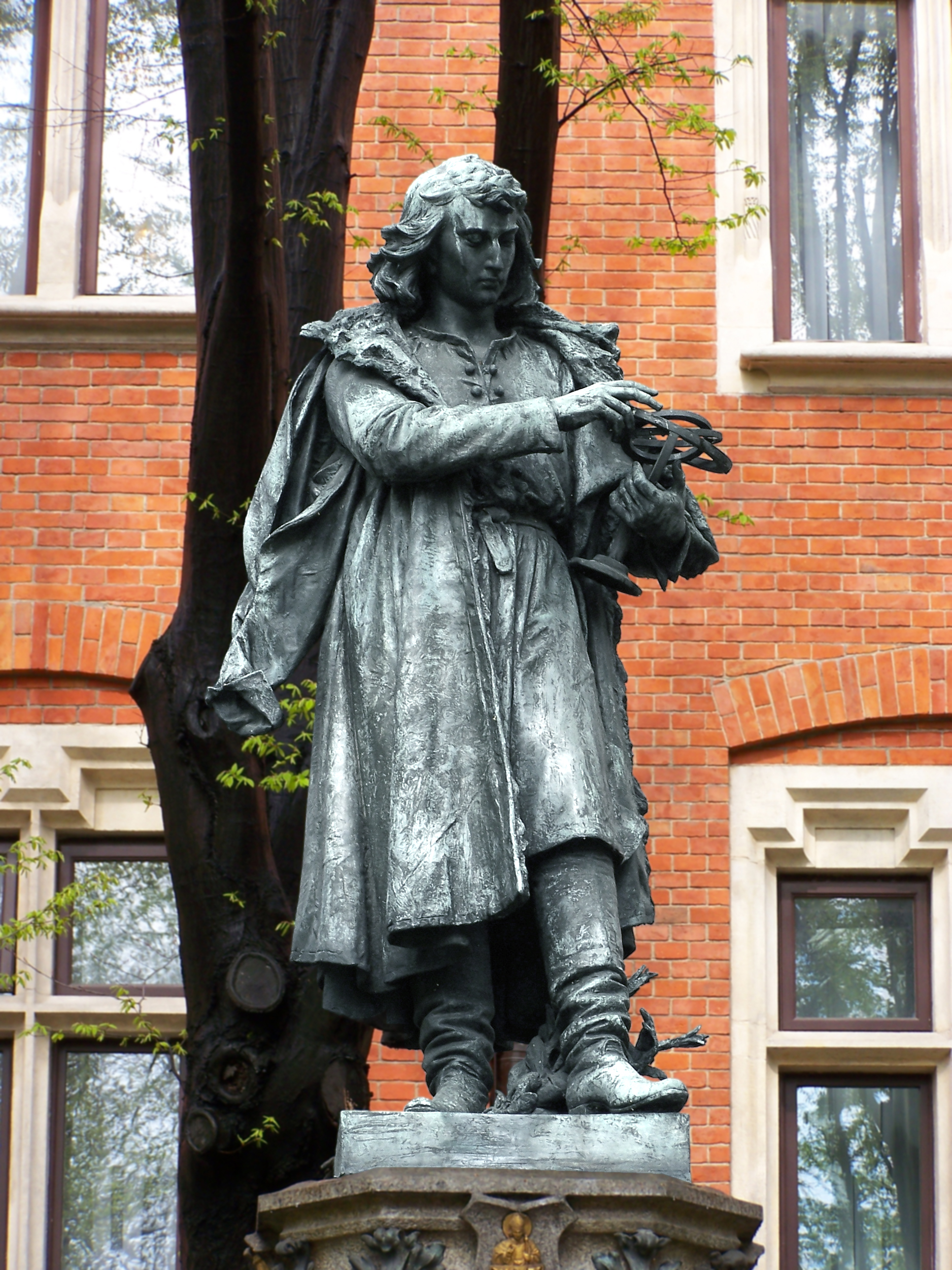
Niccolò Copernico (statua davanti al Collegium Novum)

Giovanni di Glogovia scrisse un'opera intitolata Introductio in artem numerandi (latino: Introduzione all'arte di usare i numeri; 1497). Scrisse inoltre commentari alla Cosmografia di Tolomeo. Si pensa che sia stato uno degli insegnanti di Niccolò Copernico, che si iscrisse all'Università di Cracovia nel 1491.
Giovanni fu l'autore di 60 volumi, principalmente astronomici e astrologici. La sua grammatica fu usata nelle scuole di Cracovia per oltre un secolo. Si ritiene inoltre che egli sia stato il primo in Polonia ad annotare la scoperta dell'America.
Le opere di Giovanni mostrano scarsa originalità, ma la sua erudizione era impressionante.
I suoi due primi anni di insegnamento gli avevano dato accesso al Collegium Minus (il Collegio Minore) dell'Accademia di Cracovia, e dal 1484 era membro del Collegium Maius (il Collegio Maggiore). L'appartenenza collegiale comportava una vita semimonastica e l'osservanza di un regime insolitamente austero.  Egli inoltre devolse il suo reddito alle opere di carità.
Giovanni nutrì uno speciale interesse verso gli studenti della sua natia Slesia, costruendo e gestendo per loro un dormitorio. Tra il 1433 e il 1510, 120 studiosi di Głogów si immatricolarono a Cracovia — uno dei gruppi più grandi, insieme a quelli di Breslavia.
Giovanni di Glogovia, un "ornamento dell'Università di Cracovia", morì a Cracovia l'11 febbraio 1507 e fu sepolto nella Chiesa di San Floriano.